# 河村宣行
河村 宣行（かわむら のぶゆき、1954年11月29日 - ）は、日本の実業家。不二家代表取締役社長（8代目）。東京都出身。

## 略歴、人物
東京都出身。1977年東京経済大学経済学部経済学科卒業、不二家入社。2002年菓子事業本部広域営業部長。2003年執行役員菓子事業本部広域営業部長。2006年執行役員人事総務部長。2007年執行役員広報室長。同年執行役員CSR推進部長。同年執行役員社長室長兼総務部長。2009年取締役社長室長兼総務人事本部長に昇格。2015年常務取締役菓子事業本部長兼菓子事業本部マーケティング本部長兼食品事業担当。2018年専務取締役菓子事業本部長兼菓子事業本部マーケティング本部長兼食品事業担当。2019年から代表取締役社長を務めた。2021年不二家（杭州）食品有限公司董事長、不二家ファミリー文化研究所長。2022年B-Rサーティワンアイスクリーム取締役。